# Notarius lentiginosus
Notarius lentiginosus es una especie de pez de la familia Ariidae en el orden de los Siluriformes.

## Morfología
• Los machos pueden llegar alcanzar los 35 cm de longitud total.

## Distribución geográfica
Se encuentra en la costa del Pacífico de Panamá.